# Dragon Ash
I Dragon Ash (ドラゴンアッシュ?, Doragon Asshu) sono un gruppo musicale giapponese, fondato a Tokyo nel 1996 da Kenji "KJ" Furuya e Sakurai Makoto.

## Storia del gruppo
Il gruppo cominciò la sua carriera col genere punk rock. ll cantante e chitarrista Kenji Furuya, figlio dell'attore Ikko Furuya, incontrò il batterista Makoto Sakurai quando erano studenti di scuola media, in un sobborgo di Tokyo, e da allora iniziarono a cantare e suonare insieme. Dapprima dedicato all'attività attoriale come il padre, Furuya rinunciò alle poche esibizioni recitative in televisione, per passare in modo definitivo alla musica alle superiori. Nel 1996 il gruppo assunse il bassista Ikuzo Baba, di dieci anni più grande. La formazione debuttò nei primi mesi del 1997 con due extended play, The Day Dragged On e Public Garden, stilisticamente considerati vicini ai lavori dei Nirvana. Dopo il successivo disco Mustang!, pubblicato verso la fine dell'anno, il gruppo iniziò a mescolare vari generi musicali.
Nel 1998 crebbe la popolarità del gruppo, e a partire da Buzz Songs cominciarono ad adottare sonorità rap rock, con l'aiuto occasionale di DJ Bots. I singoli "Let Yourself Go, Let Myself Go" e "Grateful Days," quest'ultimo realizzato con la collaborazione del rapper Zeebra e del soulstress ACO - raggiunsero la vetta delle classifiche giapponesi di album e singoli Oricon.
Il quarto singolo "Let Yourself Go, Let Myself Go" raggiunse la settima posizione della classifica settimanale di Oricon, e poi anche alla quarta, vendendo 640,000 copie. In seguito il gruppo pubblicò i singoli "Grateful Days" e "I Love Hip Hop", che esordirono rispettivamente in terza e quarta posizione. Grazie al successo di "Let Yourself Go, Let Myself Go", rimasto nelle prime dieci posizioni della classifica, i Dragon Ash confermarono la loro notorietà con tre singoli in contemporanea.
Il gruppo raggiunse l'apice della popolarità col terzo album in studio Viva la Revolution, pubblicato nel 1999 e giunto subito in prima posizione nella classifica degli album in patria. Il disco vendette più di due milioni di copie.
Nel 1999 i Dragon Ash diventarono un quartetto, continuando però il lavoro con DJ Bots in fase di registrazione. Nel 2000 il gruppo intraprese il Total Music Communication Tour, a fianco di gruppi rock connazionali come Missile Girl Scout, Penpals e Skebou Kings. In quel periodo Furuya e DJ Bots scrissero e produssero canzoni per altri gruppi come Sugar Soul, col nome Steady & Co, mentre Baba e Sakurai diedero via al gruppo di remix Motor Headphone, lavorando ad alcune raccolte. Nel 2001 il gruppo pubblicò l'album Lily of da Valley.
Nel 2000 il gruppo collaborò anche col gruppo hip hop Rappagariya, al singolo "Deep Impact". Nel 2003 alla formazione si aggiunsero Hiroki, Atsushi e Dri-V.
Nel 2007 il gruppo celebrò il decimo anniversario del suo esordio con la pubblicazione delle raccolte The Best of Dragon Ash with Changes Vol. 1 e The Best of Dragon Ash with Changes Vol. 2, che raggiunsero il primo posto delle classiche degli album dell'epoca.
A metà del 2015 Kenji Furuya pubblicò il lavoro solista Everything Becomes The Music, trainato dal singolo "Stairway", con un video diretto dal regista di anime Kenji Kamiyama.
I Dragon Ash hanno anche reinterpretato  "Rocket Dive", in un album dedicato al collega hide, intitolato Tribute Impulse.

## Formazione

### Attuale
- Kenji "KJ" Furuya (降谷建志) – voce, chitarra, percussioni, testi, registrazioni (1996–presente)
  - Oltre che fondatore e cantante dei Dragon Ash, Kenji è anche un modello per riviste pubblicate in Asia, contribuendo alla promozione di marchi come Levis, Stussy, Adidas & Ray-ban (comprese alcune pubblicità televisive). Furuya è stato anche portavoce dei prodotti Sony Walkman negli anni novanta e duemila, occupandosi anche della promozione di album e dischi del gruppo nelle pubblicità dedicate. Nel 2008 Kenji ha sposato l'attrice e cantante giapponese Megumi Yamano, con cui aveva una relazione dal 2005. Kenji è anche apparso in alcuni film prodotti in Giappone, e nel 2013 ha esordito nella serie televisiva NHK Yae's Sakura. Nel 2017 Kenji è apparso nel film Alley Cat e nel 2018 nella terza stagione del J-drama Moribito: Guardian of the Spirit. Anche il padre Ikko Furuya è un attore ben conosciuto in Giappone.
- Makoto "MAKOTO" Sakurai (桜井誠) – batteria, percussioni, voci aggiuntive (1996–presente)
  - Makoto ha scritto anche libri di cucina in patria, ed è apparso nel programma AbemaTV "The Saku Kouichi Sambu Thursday The Night", mostrando le sue abilità con le slot machine locali.
- Tetsuya "DJ BOTS" Sato (佐藤哲也) – giradischi, sintetizzatore, campionatore, produzione, percussioni, voci aggiuntive (1999–presente, già collaboratore esterno nel 1998)
  - DJ BOTS è entrato nel gruppo nel 1999. Nel 2015 ha realizzato un album di remix del gruppo di appartenenza, intitolato 'dodecahedron mix "by DJ BOTS". Tetsuya è anche capitano di una propria squadra di calcio.
- Hiroki "HIROKI" Sugiyama (杉山弘樹) – chitarra (2003-presente, già collaboratore esterno dal 2000)

### Ex-componenti
- Ikuzo "IKÜZÖNE" Baba (馬場育三) – basso (1996–2012)
  - Baba era appassionato di heavy metal giapponese, da cui dichiarò di aver tratto ispirazione. Il bassista è morto di insufficienza cardiaca acuta il 21 aprile 2012.
- Kensuke "KENKEN" Kaneko (金子賢輔) – basso (2011–2019)
  - KenKen è anche membro stabile dei Rize, per cui suona il basso.
- Atsushi "ATSUSHI" Takahashi (高橋アツシ) - coreografia (2003-2020, già collaboratore esterno dal 2001)
  - Nel 2009 ha fondato il progetto di ballo "Power of Life".
- Masaki "DRI-V" Chiba (千葉雅紀) – coreografia (2003-2020, già collaboratore esterno dal 2001)
  - Dri-V si aggregò al gruppo dopo essere stato introdotto dai colleghi hip hop Rip Slyme. Dal 2015 Masaki dispone di un progetto proprio e di un canale YouTube intitolato Dri-V Dance School.

### Componenti di supporto
- T$UYO$HI (石川剛) – basso (2019–presente)
  - T$UYO$HI è anche bassista del gruppo The Bonez.

## Discografia

### EP
- 1997 - The Day Dragged On
- 1997 - Public Garden

### Album in studio
- 1997 - Mustang!
- 1998 - Buzz Songs
- 1999 - Viva La Revolution
- 2001 - Lily of da Valley
- 2003 - Harvest
- 2005 - Río de Emoción
- 2007 - Independiente
- 2009 - Freedom
- 2010 - Mixture
- 2014 - The Faces
- 2017 - Majestic

### Raccolte
- 2007 - The Best of Dragon Ash with Changes Vol. 1
- 2007 - The Best of Dragon Ash with Changes Vol. 2
- 2012 - Loud & Peace

### Vinili
- 1998 - Free Your Mind #33
- 2000 - Deep Impact (feat. Rappagariya)
- 2000 - Summer Tribe
- 2000 - TMC Graffiti (Kenji Furuya & DJ BOTS with 'TMC ALLSTARS')
- 2000 - Episode 2 (feat. Shun & Shigeo from SBK)
- 2000 - Amploud
- 2000 - Shizuka na Hibi no Kaidan wo (静かな日々の階段を; The Stair Steps of a Quiet Day)
- 2001 - Stay Gold (Kenji Furuya & DJ BOTS with 'Steady&Co.')
- 2001 - Shunkashuutou (春夏秋冬; Spring Summer Autumn Winter) (Kenji Furuya & DJ BOTS with 'Steady&Co.')
- 2001 - One Holy Story (Kenji Furuya & DJ BOTS with 'Steady&Co.')
- 2004 - Harvest Remixes

### Singoli
- 1997 - Rainy Day and Day
- 1998 - Hi wa Mata Noborikuri Kaesu (陽はまたのぼりくりかえす; The Sun Will Rise Again and Again)
- 1998 - Under Age's Song
- 1999 - Let yourself go, Let myself go
- 1999 - Grateful Days (feat. Zeebra & Aco)
- 1999 - I ♥ Hip Hop
- 2000 - Deep Impact (feat. Rappagariya)
- 2000 - Summer Tribe
- 2000 - Lily's E.P.
- 2002 - Life goes on
- 2002 - Fantasista
- 2003 - morrow
- 2004 - Shade
- 2005 - Crush the Window
- 2005 - Yuunagi UNION (夕凪UNION; Twilight Union)
- 2006 - Ivory
- 2006 - Few Lights Till Night
- 2006 - Yume de Aetara (夢で逢えたら; If We Met in My Dream)
- 2008 - Velvet Touch
- 2008 - Tsunagari SUNSET (繋がりSUNSET; Linking Sunset)
- 2009 - Unmei Kyoudoutai (運命共同体; Fate Cooperative System)
- 2010 - Ambitious
- 2010 - Spirit of Progress E.P.
- 2012 - Run to the Sun / Walk with Dreams
- 2013 - Here I Am
- 2013 - Lily
- 2016 - Hikari no Machi (光りの街; The City of Light)
- 2017 - Beside You
- 2019 - Fly Over
- 2021 - Endeavour

### Remix
- 1998 - Invitation [Buzz Mix]
- 1998 - Fever [Free Your Mind Remix] (feat. MIHO)
- 1999 - Grateful Days [Remix] (feat. Zeebra & ACO)
- 2000 - Summer Tribe [Komorebi Mix]
- 2000 - Shizuka na Hibi no Kaidan wo [e.p. version]
- 2003 - Mob Squad [RITMO ACELERADO Remix]
- 2004 - Landscape [Techno-X Mix]
- 2005 - Viva La Revolution [Paint the Lily Remix]

### Cover
- 2008 - La Bamba (Originally by 'Ritchie Valens')
- 2011 - Dreamin' (Originally by 'BOØWY')
- 2013 - Saraba Seishun (さらば青春; Farewell Youth) (Originally by 'Elephant Kashimashi')
- 2014 - That's the Way We Unite (Originally by 'BACK DROP BOMB')
- 2014 - Tsuki Akari Shita De (月灯りの下で; Under the Moon Light) (Originally by 'MONGOL800')
- 2018 - Rocket Dive (Originally by 'HIDE')

### Colonne sonore e pubblicità televisive
- 1997 - Realism II (Asahi National Broadcasting Co.'s "Sports Spotters" official theme song)
- 1997 - Rainy Day and Day (Virus Anime OST - featured as official opening theme song)
- 1998 - Hi wa Mata Noborikuri Kaesu (陽はまたのぼりくりかえす; The Sun Will Rise Again and Again) (DT Eightron Anime OST)
- 2000 - Deep Impact (Sony Walkman Official commercial song)
- 2000 - Amploud (Sony Walkman Official commercial song)
- 2000 - Shizuka na Hibi no Kaidan wo (静かな日々の階段を; The Stair Steps of a Quiet Day) (Battle Royale Movie OST - featured as official ending credits song))
- 2000 - Shizuka na Hibi no Kaidan wo (e.p. version) (Sony Walkman Official commercial song)
- 2001 - Revolater (DREAM Mixed Martial Arts official theme song)
- 2001 - One Holy Story (Kenji Furuya & DJ BOTS with 'Steady&Co.') (Sony Walkman Official commercial song)
- 2002 - Life Goes On (Sony Walkman Official commercial song)
- 2002 - Fantasista (FIFA 2002 World Cup - Japan Official theme song)
- 2005 - Crush the Window (Sony Walkman Official commercial song)
- 2005 - Palmas Rock (feat. UZI-ONE) (Nissan Cube Official commercial song)
- 2006 - Resound (feat. HIDE & 136) (The Fast and the Furious: Tokyo Drift Movie OST)
- 2007 - El Alma (feat. Shinji Takeda) (Salaryman NEO J-Drama - Official insert song)
- 2007 - Rainy (Kissmark Official commercial song)
- 2007 - Thought & Action (Shabake J-Drama OST - featured as official ending credits song)
- 2008 - Velvet Touch (FIFA Asia Cup 2008 - Japan Official theme song)
- 2008 - La Bamba (Kyocera W64SA Mobile Phone commercial song)
- 2010 - Ambitious (FIFA 2010 World Cup - Japan Official theme song)
- 2012 - Walk with Dreams (Pocari Sweat Official commercial song)
- 2013 - Here I Am (Fuji TV ONE - Variety Show 'Pachi Journey' official ending theme)
- 2013 - Trigger (Resident Evil: Revelations Video Game official theme song)
- 2013 - Lily (J-League Soccer Team TV Program - Official theme song)
- 2014 - Curtain Call (Tenchu J-Drama - Official theme song)
- 2014 - Blow Your Mind (Crows Explode Movie OST)
- 2016 - Hikari no Machi (光りの街; The City of Light) (g.o.a.t app - Commercial Song)
- 2017 - Ode to Joy (Budweiser - Commercial Song)

### VHS
- 1999 - Buzz Clips
- 2000 - THE REAL BASS PLAY OF Dragon Ash
- 2001 - Lily da Video
- 2003 - Posse in Video

### DVD
- 2000 - THE REAL BASS PLAY OF Dragon Ash
- 2001 - Buzz Clips
- 2001 - Lily da Video
- 2003 - Posse in Video
- 2005 - Video de Emoción
- 2007 - The Best of Dragon Ash with Changes
- 2011 - Mixture DVD -Video Mix & Document-
- 2013 - Live & Piece
- 2014 - Video the Faces
- 2014 - Live Tour THE SHOW MUST GO ON Final At BUDOKAN May 31, 2014
- 2016 - The Lives at Ishimaki Blue Resistance June 24, 2016
- 2017 - 20 years of Dragon Ash Documentary
- 2017 - DRAGON ASH 20TH ANNIVERSARY LIVE SHOW「MIX IT UP」AT EX THEATER ROPPONGI FEB/21/2017
- 2018 - Live Tour MAJESTIC Final at YOKOHAMA ARENA

### Blu-ray
- 2013 - Live & Piece
- 2014 - The Best of Dragon Ash with Changes
- 2014 - Video the Faces
- 2014 - Live Tour THE SHOW MUST GO ON Final At BUDOKAN May 31, 2014
- 2018 - Live Tour MAJESTIC Final at YOKOHAMA ARENA

### iTunes Store
- 2013 - Dragon Ash: LIVE -1999.10.17 YOKOHAMA ARENA-
- 2013 - Dragon Ash: LIVE -2001.05.05 Tokyo Bay NK Hall-
- 2013 - Dragon Ash: LIVE -2003.11.23 Tokyo Bay NK Hall-
- 2013 - Dragon Ash: LIVE -2009.05.08 Zepp Tokyo-
- 2013 - Dragon Ash: LIVE -2011.04.22 Zepp Tokyo-
- 2014 - Dragon Ash: LIVE -2014.05.31 BUDOKAN-

### Raccolte fotografiche
- 1999 - Grateful Days
- 2003 - Live Goes On~Dragon Ash Tour02
- 2013 - Live & Piece
- 2014 - Dragon Ash Tour THE SHOW MUST GO ON

### Applicazioni per dispositivi mobili
- 2013 - Dragon Ash Official App for Android
- 2013 - Dragon Ash Official App for iPhone

## Videografia

### Video musicali
1997
- "Tenshi no Rokku" ('天使ノロック; Angel Rock')
- "Ability→Normal"
- "Rainy Day and Day"

1998
- "Hi wa Mata Noborikuri Kaesu" ('陽はまたのぼりくりかえす; The Sun Will Rise Again and Again')
- "Under Age's Song"

1999
- "Let Yourself Go, Let Myself Go"
- "Grateful Days" (feat. ZEEBRA & ACO)
- " I ♥ HIP HOP"
- "Rock the beat"

2000
- "Deep Impact" (feat. Rappagariya)
- "Summer Tribe"
- "Amploud"
- "Shizuka na Hibi no Kaidan wo" ('静かな日々の階段を; The Stair Steps of a Quiet Day')
- "Bring It"

2001
- "Revolater"
- "Sunset Beach"
- "Stay Gold" (Kenji Furuya & DJ Bots [from 'Dragon Ash'] with 'Steady&Co.')
- "Shunkashuutou" (春夏秋冬; Spring Summer Autumn Winter) (Kenji Furuya & DJ Bots [from 'Dragon Ash'] with 'Steady&Co.')
- "Only Holy Story" (feat. Azumi [from 'Wyolica']) (Kenji Furuya & DJ Bots [from 'Dragon Ash'] with 'Steady&Co.')

2002
- "Life goes on"
- "Fantasista"

2003
- "morrow"
- "Revive"
- "Episode 4" (feat. SHUN & SHIGEO [from 'SBK'])
- "MOB SQUAD Part II" (feat. ONO-G, Kuro-nee [from 'Source'] & PASSER, HUNTER [from 'MACH25'] (Kenji Furuya [from 'Dragon Ash'] with 'MOB SQUAD')

2004
- "Shade"

2005
- "crush the window"
- "Yuunagi UNION" ('夕凪UNION; Twilight UNION')
- "Los Lobos"
- "Palmas Rock" (feat. UZI-ONE [from 'AGGRESSIVE DOGS'])
- "Scarlet Needle"

2006
- "Ivory"
- "few lights till night"
- "Yume de Aetara" ('夢で逢えたら; If We Met in My Dream')

2007
- "Fly"
- "Wipe Your Eyes" (feat. Kaori Mochida [from 'Every Little Thing'])

2008
- "Velvet Touch"
- "Tsunagari SUNSET" ('繋がりSUNSET; Linking Sunset')

2009
- "La Bamba"
- "Unmei Kyoudoutai" ('運命共同体; Fate Cooperative System')
- "Callin'"

2010
- "Ambitious"
- "Rock Band" (feat. Ko-Ji Zero Three [from 'GNz-WORD'] & Satoshi [from 'YAMAARASHI'])
- "Time of Your Life"

2011
- "Economy Class"
- "Fire Song"
- "Sky Is the Limit" (feat. Takuma [from '10-FEET'])

2012
- "Walk with Dreams"
- "Run to the Sun"

2013
- "Here I Am"
- "Trigger"
- "Lily"

2014
- "The Show Must Go On"
- "Blow Your Mind"
- "Curtain Call"
- "The Live" (feat. KenKen [from 'RIZE'])

2015
- "Dodecahedron Mix"
- "Everything Becomes the Music" (Kenji Furuya [from 'Dragon Ash'])
- "Swallow Dive" (Kenji Furuya [from 'Dragon Ash'])
- "Stairway" (Kenji Furuya [from 'Dragon Ash'])
- "One Voice" (Kenji Furuya [from 'Dragon Ash'])
- "Prom Night" (Kenji Furuya [from 'Dragon Ash'])

2016
- "Hikari no Machi (光りの街; The City of Light)
- "Headbang"

2017
- "Mix It Up"
- "Beside You"
- "Ode to Joy"

2018
- "Wonder Last" (Kenji Furuya [from 'Dragon Ash'])
- "Playground" (Kenji Furuya [from 'Dragon Ash'])
- "Where You Are" (Kenji Furuya [from 'Dragon Ash'])

2019
- "Fly Over" (feat. T$UYO$HI [from 'The BONEZ'])

2020
- "Golden Angle" (Kenji Furuya & Makoto Sakurai [from 'Dragon Ash' as 'The Ravens'])
- "Endeavour"
- "New Era"

### Apparizioni in altri video musicali
2004
- m-flo - "Way You Move" (featuring Dragon Ash)

## Tour
- 1998 MTV JAPAN Presents Dragon Ash 'High Times' Tour  (all 4 performances)
- 1998 MTV JAPAN Presents Dragon Ash 'FACE TO FACE' National Tour  (all 10 performances)
- 1999 'Let Yourself Go' Dragon Ash National Tour  (all 13 performances)
- 1999 'Freedom of Expression' Dragon Ash National Tour  (all 19 performances)
- 1999 Dragon Ash presents 'Total Music Communication' Tour  (all 2 performances)
- 2000 Dragon Ash presents 'Total Music Communication' Spring Tour   (all 14 performances)
- 2000 Dragon Ash presents 'Total Music Communication' Summer Tour  (all 18 performances)
- 2000 Dragon Ash (with 'SBK') 'DSM CIRCUIT' Tour  (all 11 performances)
- 2001 Dragon Ash '21st Century Riot National' Tour  (all 27 performances)
- 2001 Dragon Ash presents 'Total Music Communication' Tour  (all 13 performances)
- 2002 Dragon Ash presents 'Total Music Communication' Tour  (all 14 performances)
- 2002 Dragon Ash 'Life Goes On' Nationwide Tour  (all 29 performances)
- 2003 Dragon Ash 'House of Velocity' Nationwide Tour  (all 29 performances)
- 2004 Dragon Ash (with 'Source') 'MOB SQUAD' Tour  (all 11 performances)
- 2005 Dragon Ash '~Río de Emoción~' National Tour  (all 22 performances)
- 2007 Dragon Ash '~DEVELOP THE MUSIC~' National Tour  (all 22 performances)
- 2009 Dragon Ash '~FREEDOM~' National Tour  (all 19 performances)
- 2011 Dragon Ash '~RAMPAGE~' National Tour  (all 21 performances)
- 2012 Dragon Ash '~REST IN PEACE IKÜZÖNE~' National Tour  (all 5 performances)
- 2014 Dragon Ash '~THE SHOW MUST GO ON~' National Tour  (all 19 performances)
- 2016 Dragon Ash '~The Lives' National Tour~ (all 8 performances)
- 2017 Dragon Ash '~Majestic Tour 2017 (all 32 performances)

## Riconoscimenti
- Space Shower Music Video Awards 1999 – Best Artist Video – "Let Yourself Go, Let Myself Go" (Winner)
- Japan Gold Disc Awards 2000 – Rock Album of the Year – Viva la Revolution (Winner)
- MTV Video Music Awards Japan 2002 – Best Rock Artist of the Year (Winner)
- Space Shower Music Video Awards 2003 – Best Rock Video – Life Goes On (Winner)
- Japan Countdown Awards 2003 – Best Group of the Year (Winner)
- Japan Gold Disc Awards 2004 – Rock Album of the Year – Harvest (Winner)
- Space Shower Music Video Awards 2018 – Best Punk/Loud Rock Artist (Nomination)